# ც
Tsani (asomtavruli Ⴚ, nuskuri ⴚ, mkhedruli ც, mtavruli Ც) là chữ cái thứ 30 trong bảng chữ cái Gruzia.
Trong hệ thống chữ số Gruzia, ც có giá trị là 2000.
ც thường đại diện cho âm tắc xát chân răng vô thanh Lỗi Lua trong Mô_đun:IPA tại dòng 52: invalid option '%T' to 'format'., giống như cách phát âm của ⟨ts⟩ trong "tsunami".

## Chữ cái
| asomtavruli | nuskuri | mkhedruli |
| ----------- | ------- | --------- |
|             |         |           |

## Mã hóa máy tính
| asomtavruli | nuskuri | mkhedruli |
| ----------- | ------- | --------- |
| U+10BA      | U+2D1A  | U+10EA    |

## Chữ nổi
| mkhedruli |
| --------- |
|           |